# 루이스 레알
루이스 레알 두스 안주스(포르투갈어: Luís Leal dos Anjos, 1987년 5월 28일 ~ )은 포르투갈 출생 상투메 프린시페의 축구 선수로 현재 아르헨티나 프리메라 나시오날의 클루브 알마그로에서 공격수로 활동 중이며 상투메 프린시페 대표팀의 주장을 맡고 있다.